# Gmina Sollefteå

Herb Sollefteå

Gmina Sollefteå (szw. Sollefteå kommun) – gmina w Szwecji, w regionie Västernorrland, z siedzibą w Sollefteå.
Pod względem zaludnienia Sollefteå jest 114. gminą w Szwecji. Zamieszkuje ją 21 207 osób, z czego 50,46% to kobiety (10 700) i 49,54% to mężczyźni (10 507). W gminie zameldowanych jest 516 cudzoziemców. Na każdy kilometr kwadratowy przypada 3,91 mieszkańca. Pod względem wielkości gmina zajmuje 19. miejsce.